# محمد يوسف (لاعب كرة قدم إماراتي)
محمد يوسف خلف (مواليد 25 مايو 1991، لاعب كرة قدم إماراتي دولي يجيد اللعب كحارس مرمى يلعب في نادي عجمان.
لعب سابقاً لنادي دبي في الفئات السنية ولعب بعدها لأندية الأهلي والشارقة و النصر و خورفكان و عجمان ومثل منتخب الإمارات في كأس آسيا 2015 .

## روابط خارجية
- محمد يوسف خلف على موقع Soccerway.com (الإنجليزية)